# (8023) Josephwalker
(8023) Josephwalker ist ein Asteroid des Hauptgürtels, der am 17. Februar 1991 vom japanischen Astronomen Takeshi Urata an der Oohira Station des Nihondaira-Observatoriums (IAU-Code 385) in Shimizu in der Präfektur Shizuoka entdeckt wurde.
Der Himmelskörper wurde am 7. Februar 2012 nach dem US-amerikanischen Testpiloten Joseph Albert Walker (1921–1966) benannt, der 24 Flüge im X-15-Programm absolvierte, als einziger X-15-Pilot auch nach der Definition der Fédération Aéronautique Internationale (FAI) den Weltraum erreichte, und als NASA-Pilot erst am 23. August 2005 postum seine Astronautenschwingen verliehen bekam.